# Cabanis' stekelstaart
De Cabanis' stekelstaart (Synallaxis cabanisi) is een zangvogel uit de familie Furnariidae (ovenvogels). Deze vogel is genoemd naar de Duitse ornitholoog Jean Cabanis.

## Verspreiding en leefgebied
Deze soort komt voor van centraal Peru tot noordelijk Bolivia en centraal Brazilië en telt twee ondersoorten:
- S. c. cabanisi: centraal en zuidelijk Peru.
- S. c. fulviventris: noordelijk en centraal Bolivia.

## Status
De grootte van de populatie is niet gekwantificeerd maar de soort wordt omschreven als vrij algemeen. Op de Rode lijst van de IUCN heeft deze soort de status niet bedreigd.